# Közterület

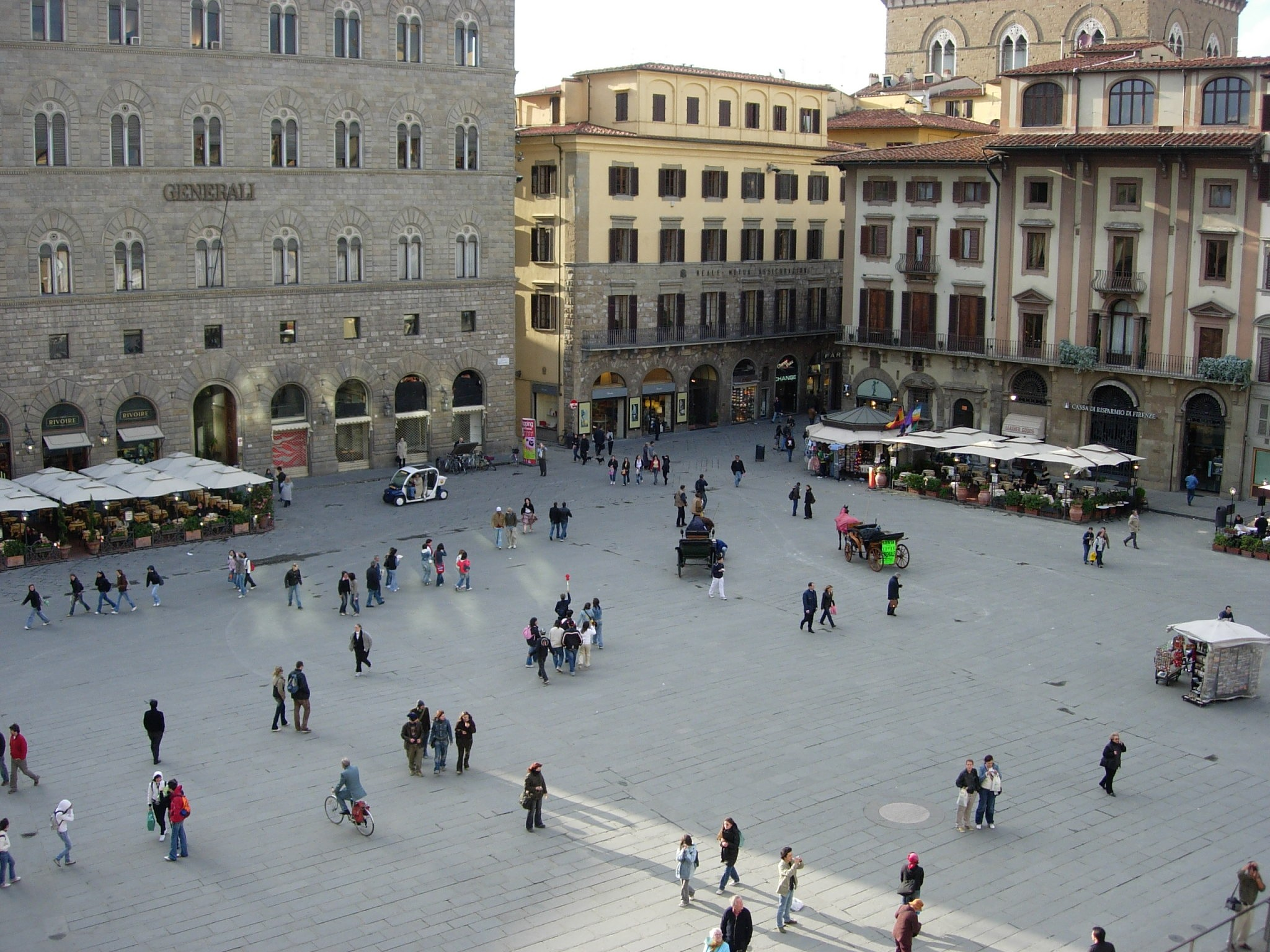
Piazza della Signoria, Firenze egyik központi tere

A közterület jogi (elsősorban közigazgatási jogi) fogalom. Minden olyan állami vagy önkormányzati tulajdonban álló földterületet jelent, amelyet – rendeltetésének megfelelően – bárki használhat (tehát közhasználatú) és amely ekként van bejegyezve az ingatlan-nyilvántartásba.

## Rendeltetése
A közterület rendeltetése lehet, különösen:
- közlekedés biztosítása (utak, terek)
- pihenőhelyek és emlékhelyek kialakítása (parkok, köztéri szobrok stb.)
- közművek elhelyezése.

## Felügyelete
Felügyeletére nagyobb önkormányzatok közigazgatási szerveket hoznak létre, például Fővárosi Közterület-felügyelet.

## Címként használatos közterületnevek Magyarországon

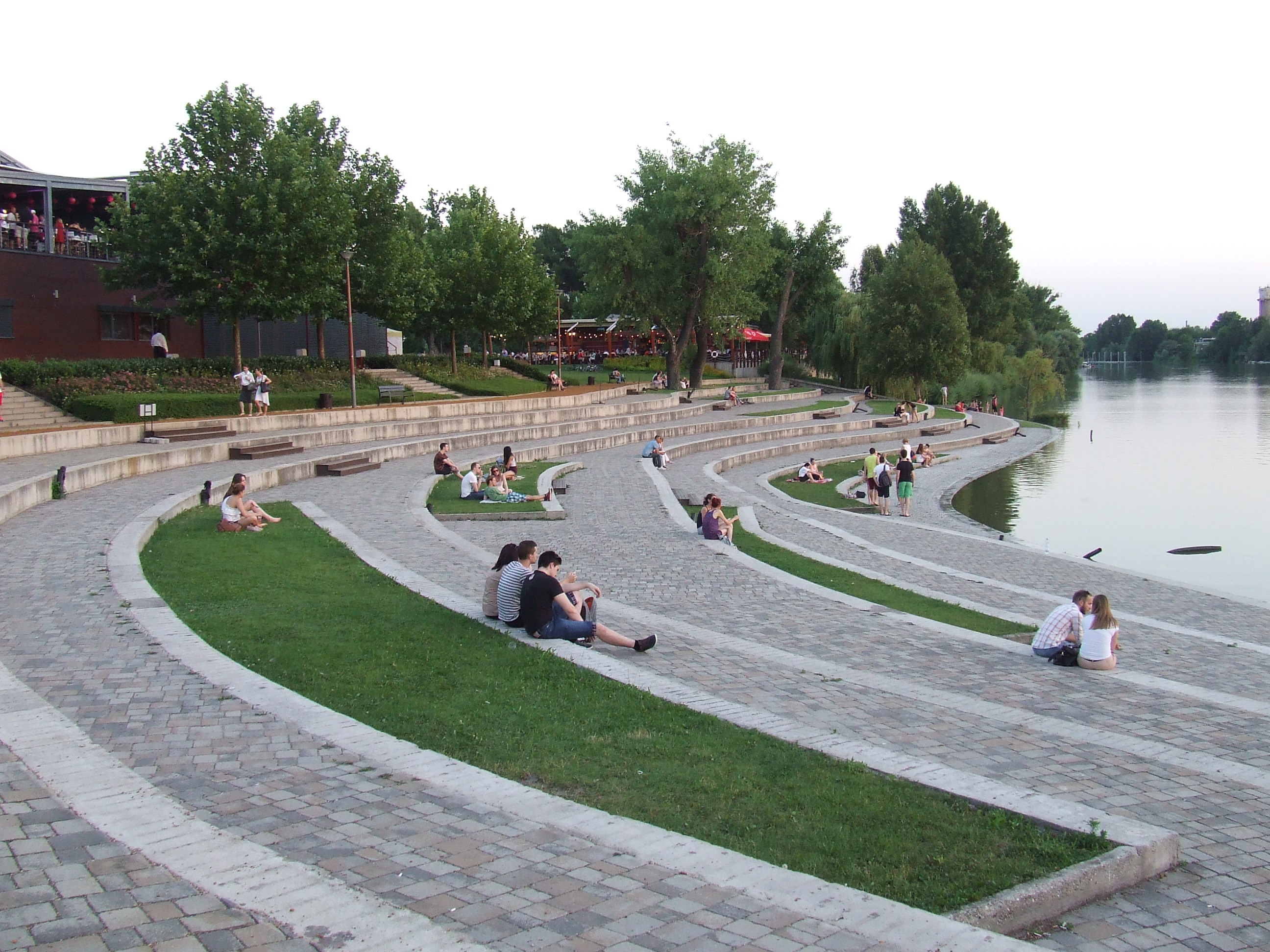
A Kopaszi-gát Budapest egyik legkorszerűbben parkosított területe

Általánosan elfogadott elnevezések, példákkal:
- akna[1]
- allé[2]
- alsó rakpart[2]
- alsósor:[2] Miskolc, Tetemvár alsósor
- árok: Budapest XII. Diós árok
- átjáró: Budapest XX. Csepeli átjáró
- bekötőút[2][3]
- bokor[2]
- dűlő:[2][3] Budapest XI. Kőérberki dűlő
- dűlőút: Budapest XI. Kőérpataki dűlőút
- elkerülő: Komló, Déli elkerülő
- emlékpark: Miskolc, Dr. Peja Győző emlékpark
- erdősor: Budapest XIX. Alsó erdősor
- fasor:[2][3] Budapest VII. Városligeti fasor
- felső rakpart[2]
- felsősor:[2] Miskolc, Nagyavas felsősor
- forduló: Budapest XXII. Vadász forduló
- főtér:[2] Miskolc, Újgyőri főtér
- főút[2]
- gát:[2] Budapest XI. Kopaszi-gát
- határ[2]
- határsor:[2] Budapest XI. Kelenvölgyi határsor
- határút:[2] Budapest XVI. Rákospalotai határút
- ipartelep[2]
- kapu: Miskolc, Győri kapu
- kert:[2] Miskolc-Diósgyőr, Aranykapu kert
- kertek: Komló, Dávidföldi kertek
- kertsor:[2][3] Hatvan, Dézsmaszék kertsor[4]
- kolónia: Miskolc, Mésztelepi kolónia
- korzó:[2] Szentendre, Duna korzó
- környék[2]
- körönd:[2] Budapest VI. Kodály körönd
- körtér:[2] Budapest XI. Móricz Zsigmond körtér
- körút[3]: Szeged, Tisza Lajos körút
- köz:[2][3] Kecskemét Mária köz
- lakópark[2]
- lakótelep:[2] Abda, Radnóti lakótelep
- lejáró: Budapest XXI. Duna lejáró
- lejtő:[2] Budapest XII. Hunyad lejtő
- lépcső:[2] Budapest II. Rókushegyi lépcső
- lépcsősor:[2] Miskolc, Kálvária lépcsősor
- liget:[2]Balassagyarmat, Palóc liget
- major:[2][3] Hatvan, Nagytelek major
- majorság[2]
- mélyút:[2] Budapest I. Tündérlaki mélyút
- negyed[2]
- oldal:[2] Miskolc, Muszkás oldal
- orom: Budapest XII. Hunyad orom
- országút:[2] Miskolc, Egri országút
- ösvény: Budapest XII. Orgona ösvény
- park:[3] Esztergom Erzsébet park
- parkja: Miskolc-Diósgyőr, Pálosok parkja
- part:[2] Budapest III. Római part
- pincesor:[2] Enying, Öreghegy pincesor
- puszta[2]
- rakpart:[2] Budapest II. Bem rakpart
- sétány:[2][3] Esztergom, Kis-Duna sétány
- sikátor:[2] Békéscsaba, Kereki sikátor
- sor:[2][3] Budapest IV. Szilaspatak sor
- sugárút:[2] Szeged, Kossuth Lajos sugárút
- szállás[2]
- szektor[2]
- szél[2]
- szer[2]
- sziget[2]
- szőlőhegy[2]
- tag[2]
- tanya:[2][3] Kevermes, Petőfi tanya
- telep:[2][3] Miskolc, MÁV telep
- tér:[2][3] Pécs, Széchenyi tér
- tere:[2] Tata, Hősök tere
- tető:[2] Ózd, Sziklás tető
- udvar:[2] Budapest XI. Ormay udvar
- újtelep: Miskolc, Bábonyibérc újtelep
- út:[2][3] Dorog, Köztársaság út
- utca:[2][3] Kaposvár, Fő utca
- utcája: Miskolc, Mártírok utcája
- útja:[2][3] Miskolc-Diósgyőr, Nagy Lajos király útja
- üdülőpart:[2] Budapest III. Kossuth Lajos üdülőpart
- üdülősor[2]
- üdülőtelep[2]
- vár[2]
- várkert[2]
- város[2]
- villasor[2]
- völgy:[2] Miskolc-Pereces, Erenyő völgy
- zug[2]